# Hawaii (1966)
Hawaii ist ein US-amerikanischer Monumentalfilm von 1966. Regie führte George Roy Hill. Es handelt sich um die Verfilmung des gleichnamigen Romans von James A. Michener. Der Historienfilm mit Max von Sydow als Reverend Abner Hale in der Hauptrolle zeigt den ersten Teil des Buches auf, der die Geschichte Hawaiis von 1820 bis 1841 umfasst, und den Niedergang der hawaiischen Kultur durch die westliche Einwanderung und Landnahme beschreibt. In weiteren wichtigen Rollen agieren neben Julie Andrews, Richard Harris, Gene Hackman, Carroll O’Connor und Jocelyne LaGarde. Der Film wurde mit sieben Oscarnominierungen bedacht und kam 1966 sowohl in die US-amerikanischen als auch in die deutschen Kinos.
Der zweite und abschließende Teil des Buches wurde in der 1970 erschienenen Fortsetzung Herrscher der Insel fortgeführt. Die handelnden Personen haben mit den Personen aus dem ersten Teil nur noch am Rande etwas zu tun, so tauchen beispielsweise die Hale-Kinder sowie der Sohn von Dr. Whipple und auch ein Whipple Hoxworth wieder auf.

## Handlung
Keoki Kanakoa, Prinz der Ali'i Nui, besucht im Jahr 1817 die Yale University, wo er vor Gelehrten und Studenten über den Verfall und die Missachtung seiner Kultur spricht. Hawaii wird von Seeleuten, Händlern und Banditen heimgesucht, die sich brutal alles nehmen, was sie haben möchten. Kanakoa bittet die Amerikaner, die mit dem Christentum eine wahre Zivilisation errichtet haben, ihnen zu helfen. Reverend Abner Hale und dessen Freund Dr. John Whipple sind derart begeistert von der Rede, dass sie Reverend Dr. Thorn darum bitten, als Missionare nach Hawaii geschickt zu werden, um den Einheimischen nicht nur das Christentum nahezubringen, sondern auch für Frieden zu sorgen. Voraussetzung ist jedoch, dass die Männer verheiratet sind. Auf Whipple trifft das zu, nicht aber auf Hale. Thorn gibt Hale die Möglichkeit, seine Nichte Jerusha Bromley zu heiraten. Diese hängt allerdings immer noch ihrem Liebeskummer um ihren verschollenen Geliebten Rafer Hoxworth nach und weigert sich, den ungeschickt agierenden, kränklichen Geistlichen zu heiraten. Da Hale sich jedoch offenherzig und aufrichtig gibt, erweicht das schließlich Jerushas Herz und so stimmt sie einer Heirat und den Umzug auf die hawaiische Insel zu.
Während der Seereise zeigt Abner Hale allerdings sein wahres, missionarisches, gar übereifriges Verhalten, den Seeleuten die Bibel nahezubringen. In allem sieht er religiöse Zeichen und jeden will er bekehren. Als ein Sturm in der Magellanstraße losbricht, der beinahe das gesamte Schiff vernichtet, sieht er darin ein Zeichen Gottes und meint, nur durch eifriges Beten, könne man diese Prüfung meistern. Bei der Ankunft einigt man sich, dass die Whipples in Honolulu Dienst tun und die Hales auf Maui bleiben. Den halbnackten Einheimischen misstraut der Reverend sogleich, da er in ihrer Nacktheit einen Sündenpfuhl wittert. In jeder ihm fremden, mit dem Christentum nicht übereinstimmenden Tradition sieht er eine Gotteslästerung. Es widert ihn an, dass die Hawaiier einen Stein aus Bora Bora als heiligen Tempel verehren und auch ihre Königin Malama Kanakoa als heilig ansehen. Doch Malama hat nicht viel übrig für die Verachtung des schwächlichen Predigers, lässt ihn erst einmal links liegen, und bittet Jerusha, ihr Schreiben und Lesen beibringen, um sich besser in der englischen Sprache verständigen zu können.
Ein Baby mit einem riesigen Leberfleck retten Jerusha und der Reverend vor dem Tod. Für die Hawaiier ist ein Kind mit einem solchen Makel sowieso dem Tod geweiht. Nachdem die Hales eine ärmliche Hütte bezogen haben, beginnt der Reverend, trotz Abratens der Kahunas und deren Bedenken bezüglich des Windes, auf einem Stück Land seine Kirche zu errichten. Von Malama haben Hales die junge Jeleki als Geschenk bekommen, die Jerusha im Haus zur Hand gehen soll. Schon bald wird Jerusha schwanger. Malami indes hat schnell Lesen und Schreiben gelernt, und einen Bittbrief an den US-Präsidenten James Monroe gerichtet, ihr kleines Inselreich vor den rüpelhaften Seeleuten zu schützen. Es ändert sich jedoch nichts, im Gegenteil, immer mehr betrunkene und feierfreudige Seeleute landen in Lāhainā und treiben regelrechte Orgien mit den Einheimischen. Reverend Hale ist das ein Dorn im Auge, was er den Seeleuten predigend austreiben will. Als Malamas Tochter am Strand fast einer Vergewaltigung zum Opfer fällt, greift er beherzt ein. Dabei kommt ihm Captain Rafer Hoxworth zu Hilfe. Als allerdings Jerusha am Strand dazukommt, schlägt Hoxworths Freude schnell in Entsetzen um, hat er sich in den vergangenen Jahren doch nichts sehnlicher gewünscht, als ihr nahe zu sein, nur um jetzt festzustellen zu müssen, dass Jerusha nicht nur mit dem Prediger verheiratet, sondern auch noch schwanger von ihm ist. Enttäuscht wendet er sich ab. Ein späterer Versuch, Jerusha dazu zu überreden, ihren Mann zu verlassen, schlägt fehl.
Bei der Geburt des gemeinsamen Sohnes Micah verweigert Hale jede Hilfe der Einheimischen, sodass diese ihren Verdacht, dass der Reverend sie und ihre Lebensweise hasst und verachtet, erhärtet sehen. Aber dennoch schafft es Hale, die Inselbewohner über die Jahre zu missionieren, sodass die ersten konvertieren, sich taufen lassen und Malama Gesetze zur Monogamie, zum Verbot des vorehelichen Geschlechtsverkehrs und von Inzest einführt. Dagegen protestieren jedoch die Seeleute, die ihre Orgien in Gefahr sehen, weswegen sie des Nachts mit brennenden Fackeln plündernd über die Insel ziehen, um anschließend die Kirche niederzubrennen. Aber die Inselbewohner halten zusammen, können das Feuer löschen und treiben die Seeleute zurück auf ihr Schiff. Doch Ärger gibt es immer wieder, denn selbst Jahre später, nachdem der Zivilisationsprozess vorangeschritten ist, und immer mehr moderne Einrichtungen auf Hawaii aufgebaut werden, machen immer noch Meldungen über betrügerische Einzeltaten die Runde. Doch auch unter Missionaren gibt es schwarze Schafe. So wird beispielsweise Abraham Hewlett, der sich bereichert hat, vom Komitee abgewählt, da er ein schlechtes Bild auf die Christenheit wirft. Aber es sind andere Gründe, warum die Hawaiier immer mehr vom Christentum abfallen, denn sie fürchten einen rachsüchtigen Gott, weswegen die meisten sich ihre Kanus nehmen, um ihren alten Glauben auf einer Nachbarinsel wieder ausleben zu können. Auch Prinz Keoki, einst ein glühender Verfechter des christlichen Glaubens, ist darunter.
Als Königin Malama Kanakoa im Sterben liegt, wird sie von Abner Hale noch auf den Namen „Ruth“ getauft, damit sie dem Fegefeuer entgehe. Kaum ist sie tot, bricht ein großer Sturm aus, der die Kirche zerstört und Keoki zum neuen König aufsteigen lässt. Reverend Hale ist nicht nur bestürzt und wütend darüber, dass die Hawaiier Keoki ihren alten Gebräuchen entsprechend krönen, sondern auch, dass das Totenritual um Malama wieder traditionell durchgeführt worden ist. Zwar wurde Malama zuerst dem christlichen Glauben entsprechend beerdigt, hatte in ihrem letzten Willen aber festgelegt, dass sie es wünsche, auf die althergebrachte Weise ihre Totenruhe zu finden. Nur so würden die Götter besänftigt werden. In seiner Wut fordert Reverend Hale von Gott, der Bevölkerung eine schlimme Strafe für den Glaubensabfall zu schicken. Als Keokis Erstgeborener missgestaltet geboren wird, und daher in der Tradition des alten hawaiischen Glaubens getötet werden muss, tut er nichts, um das zu verhindern. Weiteres Unglück kommt über die Insel, als ankommende Seeleute dort die Masern einschleppen und die Einheimischen daran erkranken. Mangels Vorräten und medizinischer Behandlung versuchen die Infizierten sich im Fieberwahn im Ozean abzukühlen. Viele sterben dabei, darunter auch König Keoki. Nun reagiert Hale doch betroffen, vielleicht hätte er Keokis Kind doch retten und ihn selbst vor seinem Tod taufen müssen, um der Hölle zu entgehen. Jerusha kann jedoch nicht glauben, dass ein christlicher Gott einen so liebevollen Mann wie Keoki nur wegen einer fehlenden Taufe in der Hölle schmoren lässt. Hale lässt sich jedoch nicht beirren und ist seinerseits entsetzt, dass seine Frau nicht so bibelgläubig ist wie er selbst.
Einige Jahre sind vergangen, als Rafer Hoxworth wieder nach Lāhainā kommt, um Jerusha ein großzügiges Geschenk zu machen. Dass die von ihm geliebte Frau in einer ärmlichen Holzhütte wohnen muss, hat ihm keine Ruhe gelassen, weswegen er ein vorgefertigtes Steinhaus erworben hat, um es jetzt in Hawaii für sie zu errichten. Doch als er Hale trifft, der gerade dabei ist, seine Kirche wieder aufzubauen, und ihn nach Jerusha fragt, deutet dieser nur auf einen Grabstein und meint auf Hoxworths entsprechende Frage, dass er daran schuld sei, dass seine Frau mit gerade mal 35 Jahren verstorben sei. Wütend schlägt Rafner Hale daraufhin nieder und reist ab. Ganz entscheidend zu Jerusha Tod haben die ärmlichen Verhältnisse, in denen sie leben musste, beigetragen. Hale soll indes von Hawaii nach Connecticut zwangsversetzt werden, damit die Kirche mit ihren Geschäftsleuten das Land der Hawaiier in Besitz nehmen kann, um mehr Profit zu erwirtschaften. Aber Hale weigert sich und gibt Reverend Quigley zu verstehen, dass er die Hawaiier nicht im Stich lassen werde. Dennoch wird er von seiner Position abberufen und muss seine inzwischen drei Kinder Micah, David und Lucie zur besseren Ausbildung nach New England zu deren Großeltern, den Bromleys, ziehen lassen. Er selbst haust weiterhin in seiner ärmlichen Hütte. Nach der tränenreichen Abreise seiner Kinder stellt sich ein junger Hawaiier namens Joanna Kimalu aus Honolulu vor, der Hale sein Leben verdankt und ihm nun assistieren möchte. Hale schaut ihm ins Gesicht und erkennt ihn nicht wieder. Erst als er sein Muttermal sieht, erinnert er sich, dass er ihn einst als Baby zusammen mit seiner Frau gerettet hat. Er ist stolz und glücklich über die Erkenntnis, weshalb er einst auf die Insel kam, und ruft nach Jerusha, um sein Glück darüber mit ihr zu teilen. In seiner leeren Holzhütte kommt ihm wieder zum Bewusstsein, dass seine Frau längst tot ist.

## Produktion und Hintergrund
Dem Film wird folgender Prolog vorangestellt: „Soweit die Menschen unserer Insel zurückdenken können, ist Bora-Bora das Reich der Götter gewesen. Das Reich von Kanaloa, dem König der Unterwelt und Pele, der kleinen Mutter von Vulcanus. Von Tangaroa, dem Gott der Meere, der Winde und Stürme, von Mana, dem Hai, der seine Kinder zu einem geheimen Meerespfad führte, als sie sich verirrt hatten, von Osimkane, dem Vater des Weltalls, und all dessen, was darin lebt und so blieb es – bis zu den Tagen des Königs Kanaloa, als über das Volk dieser Insel das größte Unheil kam, das die menschliche Seele heimsuchen kann. Es kam eine Zeit, da sich die Götter zu wandeln begannen. Denn in jenen Tagen erhob sich ein neuer Gott, dessen Gier nach Menschenopfern seine Altäre mit Toten überhäufte: Horo, Horo, dessen Augen die Augen des Todes waren. Also rief König Kanaloa sein Volk zusammen und sprach: ‚Dieser neue Gott ist ein Gott des Zornes und der Rache. Lasst uns ihm entfliehen.‘ Das Prunkkanu von Bora Bora war das schnellste Boot auf allen Ozeanen der Welt. Sie beluden es mit Wurzeln und Samen, um sie in den Boden des neuen Landes zu legen, das, wie die Legende sagt, hoch im Norden liegen sollte. Von seinem heiligen Ort trugen sie den heiligen Stein, das Abbild ihres gütigen Gottes Kane fort. Geführt von Mana, dem Hai, fuhren sie auf unbekannten Meeren ins Ungewisse hinaus. Bis sie endlich die Ufer eines Landes erreichten, das noch nie eines Menschen Auge gesehen hatte. Im Glanz der sinkenden Sonne lag vor ihnen Hawaii.“
Am Anfang des Films hält Prinz Keoki Kanaloa im Jahr 1819 an der Universität Yale folgendes Referat vor Gelehrten und Studenten: „Über dreißig Generationen lang lebten sie in diesem Land, weit weg von der übrigen Welt, zufrieden in der Anbetung von Kanem, bis ihr kamt und für mein Volk wieder eine Zeit anbrach, da sich die Götter änderten. Ihr, die ihr euch hier auf dem Yale-College auf eure Ämter vorbereitet habt, und erst gestern eure Abschlusszeugnisse erhieltet, könnt nicht ermessen, was das für die menschliche Seele bedeutet. Sogar Rev. Dr. Thorn findet es unvorstellbar, dass erst vor 43 Jahren, als der englische Käpt’n Cook in Hawaii ankam, meine Brüder zum ersten Mal mit einer christlichen Welt konfrontiert wurden, von deren Existenz sie nicht einmal geträumt hatten. Wir bewunderten eure Waffen, eure großen Schiffe, sahen wir ihr mit Bücher und Zahlen umgingt, und wir hatten keine Zweifel mehr an der Größe eures Christengottes. In der Zeit von kaum einer Generation zerstörten wir unsere Tempel, verbrannten unsre heidnischen Idole und hofften wie wartende Kinder auf die Offenbarung, die ihr uns versprochen hattet. Aber anstatt uns Gottes Wort zu senden, schicktet ihr uns Abenteurer, die unser Land raubten, Seuchen, die unsere Inseln verheerten, scharfe Getränke, die die Mannhaftigkeit unserer Söhne verzehrten, und Teufel in der Gestalt von Walfängern, die unsere Töchter missbrauchten und sie dann fortwarfen, wie verwundete kleine Tiere und die dann starben mussten mit den Qualen dieser Krankheit, für die wir keinen Namen hatten. Bis ihr kamt, wir hungern nach dem Wort Gottes. In den vier Jahren, in denen ich mit euch gelebt habe, sagte keiner zu mir, Keoki Kanaloa, ich gehe mit dir nach Hawaii und führe die Seelen deines Volkes zum Heil.“
Walter Mirisch erwarb Ende der 1950er Jahre für 600.000 US-Dollar sowie 10 % der Einnahmen nach Einspielung der Kosten die Verfilmungsrechte an Micheners meistverkauften Roman. Im Jahr 1960 engagierte er Fred Zinnemann als Regisseur und Daniel Taradash als Drehbuchautor. Da der 1000-seitige Roman nach über einem Jahr Drehbucharbeit immer noch nicht in eine brauchbare Struktur umgewandelt war, wurde Taradash durch Dalton Trumbo ersetzt. Nach zwei weiteren Jahren stand eine vierstündige Geschichte fest, die Zinnemann als zweiteiligen Film präsentieren wollte. Doch United Artists legte ein Veto dagegen ein, worauf Zinnemann das Projekt verließ. Nachdem Mirisch George Roy Hill als Regisseur engagiert hatte, traf er die Entscheidung, dass der Film sich auf die Jahre zwischen 1820 und 1841 konzentrieren sollte. Gedreht wurde in Norwegen, Neuengland, Tahiti und Hawaii, wobei die budgetierten Kosten von 10 Mio. US-Dollar wegen der Wetterbedingungen vor Ort und der langsamen Arbeitsweise des Regisseurs um 4 Mio. US-Dollar überschritten wurden.
Die Figur der Königin Malama ist der echten hawaiischen Königin Kaʻahumanu, die zur damaligen Zeit lebte und ihr Volk christianisierte und Gesetze gegen die Seeleute erließ, nachempfunden. Für Jocelyne LaGarde, die für die Rolle der Malama gecastet worden war, blieb es ihr einziger Auftritt in einem Film. Bis heute gilt sie als einzige Schauspielerin in der Geschichte des Oscars, die bei nur einem Filmauftritt für die Trophäe nominiert worden ist.
Der Film diente der damals relativ unbekannten Schauspielerin Bette Midler als Sprungbrett für ihre Karriere. Sie hatte in dem Film eine Sprechrolle als Missionarsfrau, die allerdings für die Endfassung herausgeschnitten wurde. Mirisch versuchte viele der kleineren Rollen durch Hawaiier, wie die aus Honolulu stammende Midler, zu besetzen.
Max von Sydows Söhne Henrik und Clas S übernahmen im Film die Rollen des siebenjährigen bzw. des zwölfjährigen Micah, dem ältesten Sohn von Reverend Hale und seiner Frau Jerusha.
Im Film erklingt der Song My Wishing Doll, Text: Mack David, Musik: Elmer Bernstein.

## Veröffentlichung
Nachdem der Film am 10. Oktober 1966 in den Kinos der USA gestartet war, konnte er bei einem Produktionsbudget von über 15 Mio. US-Dollar an den Kinokassen über 19 Mio. US-Dollar einspielen. In Westdeutschland startete der Film am 15. Dezember 1966 in den Kinos und wurde trotz einiger weniger Fernsehausstrahlungen, wie am 18. August 2005 auf Einsfestival und am 6. Oktober 2005 auf Premiere – MGM, im deutschsprachigen Raum erst am 29. Februar 2016 auf DVD veröffentlicht. Im Bonusmaterial enthalten sind auch die geschnittenen Szenen.

## Kritik
„Obwohl die Geschichte über das Aussterben einer Kultur durch die Invasion einer anderen traurig-ironisch ist, kommt man aus dem Kino weniger gerührt als betäubt heraus. […] Obwohl die Drehbuchautoren eine Geschichte schrieben, die der episodischen Form und bunten Oberfläche einem romantischen Schauspiel ähnelt, wählten sie ihre Hauptfigur nicht den herkömmlichen verwegenen Helden, sondern einen starren, engstirnigen, manchmal lächerlichen Mann Gottes.“

„Julie Andrews berührt wirklich als Reverend Hales arg müde, lieblich strahlende Gehilfin, und von Sydow ist perfekt als Geistlicher – groß, hager, langkinnig und getrieben von einem sündhaften Hochmut. Das Bild von ihm im schwarzen Gehrock, mit Ofenrohr-Hut, wie er über die goldenen Strände und durch das üppige Grün der Tropen trampelt, ist absolut unvergesslich.“

„Die anspruchsvolle Produktion, Schauspielerei und Regie geben der persönlichen Tragödie eine Tiefe und Glaubwürdigkeit, welche beim Zusammenprall zweier Kulturen stattfindet. […] Sydows herausragende Darbietung macht seine Figur nachvollziehbar, auch wenn sie nie ganz sympathisch wird.“

„Eine ausufernde (Teil-)Verfilmung des Romans von Michener, mit großem technischem Aufwand als perfekter Kintopp inszeniert, aber ohne Vertiefung der Problematik.“

„Aufwendige aber naive Originaltreue führt streckenweise zu langweiliger Pseudo-Dokumentation. Freunde monumentaler Filmveranstaltungen kommen auf ihre Kosten.“

## Auszeichnungen
- Sieben Nominierungen bei der Oscarverleihung 1967 in den Kategorien: „Beste Nebendarstellerin“ – Jocelyne LaGarde, „Beste Kamera“, „Beste Filmmusik“, „Bester Song“ – My Wishing Doll, „Bester Ton“ – Gordon Sawyer, „Bestes Kostümdesign“ – Dorothy Jeakins, „Beste visuelle Effekte“ – Linwood G. Dunn
- Zwei Auszeichnungen bei den Golden Globe Awards 1967 in den Kategorien „Beste Nebendarstellerin“ – Jocelyne LaGarde, „Beste Filmmusik“ und eine Nominierung „Bester Hauptdarsteller in einem Drama“ – Max von Sydow